# Alterskrankheit
Alterskrankheiten sind Krankheiten, bei denen neben der absoluten Anzahl auch der prozentuale Anteil an allen Todesursachen einer Bevölkerung monoton bis ins höchste Alter ansteigt.
Nur wenige Krankheiten treten nur oder fast nur im hohen Alter auf. Viele Krankheiten haben ihr häufigstes Auftreten bereits in Kindheit oder im Erwachsenenalter. Jedoch kumuliert das Geschehen zum Teil, d. h. die Auswirkungen werden durch die Anhäufung einzelner Ereignisse und deren Folgen immer gravierender, z. B. die fehlende Selbstheilung der Zellen bei Zellteilungsdefekten der DNA. Eine Rolle spielt auch die lange Latenz (das verborgene Wachsen) verschiedener Krankheiten, besonders vieler Krebsarten (Onkologie). Die Vorbeugung gegen Alterskrankheiten wird als Geroprophylaxe bezeichnet.

## Beispiele
Nach dieser Definition geht es also nicht nur um das erste Auftreten von Krankheitsanzeichen in einem Lebensabschnitt, sondern auch um die Schwere der Krankheit, ihre Todesverursachung als gravierendste Auswirkung. Dabei sind sehr oft typische Geschlechtsunterschiede in der Häufigkeitsverteilung der Altersgruppen zu beobachten. Es sind vor allem viele Kreislaufkrankheiten (ohne Herzinfarkt), Erkrankungen der Hirngefäße, die Bronchitis, der Diabetes mellitus (Typ II), die Osteoporose, einige Erkrankungen der Haut und der Geschlechtsorgane und des Atemsystems.

## Inzidenz
Von den etwa 150.000 Todesfällen die sich täglich auf der Welt zutragen werden 100.000, also etwa 2/3 durch Alterskrankheiten verursacht. Wobei in entwickelten Ländern dieses Verhältnis noch extremer ist und 90 % erreichen kann.